# Michael Shannon
Michael Shannon (* 7. srpna 1974) je americký herec, zpěvák a kytarista. Do širšího povědomí se dostal díky své roli ve filmu 8. míle z roku 2002. V letech 2010 až 2014 hrál jednu z hlavních postav v historickém kriminálním seriálu Impérium – Mafie v Atlantic City (v prvních sériích hrál roli prohibičního agenta Nelsona Van Aldena, později se skrýval pod jménem George Mueller). Rovněž hrál ve všech šesti filmech režiséra Jeffa Nicholse (k roku 2023). Mezi další filmy, v nichž hrál, patří například Nouzový východ (2008), Jonah Hex (2010) a Muž z oceli (2013). Rovněž má dlouhou kariéru v divadle, hrál například v Čekání na Godota, Dlouhé denní cestě do noci, Strýčku Váňovi a Našem městečku. V roce 2023 debutoval jako režisér celovečerním filmem Eric Larue. Rovněž zpívá a hraje na kytaru ve skupině Corporal. Spolu se svou manželkou, herečkou Kate Arrington, má dvě dcery.

## Filmografie
- Ulice andělů (1992)
- Overexposed (1992)
- Na Hromnice o den více (1993)
- Řetězová reakce (1996)
- Chicago Cab (1997)
- The Ride (1997)
- Jesus' Son (1999)
- Tábor tygrů (2000)
- Šílený Cecil (2000)
- Mullitt (2000)
- Vanilkové nebe (2001)
- Pearl Harbor (2001)
- New Port South (2001)
- 8. míle (2002)
- Těžký zločin (2002)
- Mizerové II (2003)
- Krádež legendy (2003)
- Klokan Jack (2003)
- Zamboni Man (2004)
- Water (2004)
- The Woodsman (2004)
- Mistr zločinu (2004)
- Hněv duší (2004)
- World Trade Center (2006)
- Marvelous (2006)
- Hurá do basy (2006)
- Brouk (2006)
- Štěstí ve hře (2007)
- Příběhy zbraní (2007)
- Než ďábel zjistí, že seš mrtvej (2007)
- Blackbird (2007)
- Nouzový východ (2008)
- Špatnej polda (2009)
- Synku, synku, cos to proved (2009)
- Hledaný (2009)
- 13 (2010)
- The Runaways (2010)
- Jonah Hex (2010)
- Herbert White (2010)
- Take Shelter (2011)
- Return (2011)
- Kazatel Kalašnikov (2011)
- The Broken Tower (2011)
- The Iceman (2012)
- Expresní zásilka (2012)
- Bahno z Mississippi (2012)
- Sklizeň (2013)
- Muž z oceli (2013)
- 99 Homes (2014)
- Young Ones (2014)
- They Came Together (2014)
- Je prostě báječná (2014)
- Všechno, co mám (2015)
- Byla to divoká noc (2015)
- Známá neznámá (2016)
- Wolves (2016)
- Sůl a oheň (2016)
- Půlnoční dítě (2016)
- Poor Boy (2016)
- Noční zvířata (2016)
- Loving (2016)
- Frank a Lola (2016)
- Elvis & Nixon (2016)
- Batman vs. Superman: Úsvit spravedlnosti (2016)
- Vysoké napětí (2017)
- Tvář vody (2017)
- Pottersville (2017)
- State Like Sleep (2018)
- Všechno, co měli (2018)
- Fahrenheit 451 (2018)
- 12 Strong (2018)
- Na nože (2019)
- The Quarry (2020)
- Echo Boomers (2020)
- Srdce vítězů (2021)
- Night's End (2022)
- Bullet Train (2022)
- Amsterdam (2022)
- Abandoned (2022)
- Motorkáři (2023)
- Flash (2023)
- A Little White Lie (2023)
- Eric Larue (2023) – režisér
- Dead Guy (2024)
- The End (2024)

Televize
- Předčasné vydání (1998–1999)
- Turks (1999)
- Zákon a pořádek: Útvar pro zvláštní oběti (2005)
- Delocated (2009)
- Impérium – Mafie v Atlantic City (2010–2014)
- Waco (2018)
- Malá bubenice (2018)
- Pokoj 104 (2018)
- Úplně cizí lidé (2021)
- Malá ďáblice (2022)
- George & Tammy (2022)
- Waco: The Aftermath (2023)

Videoklipy
- Local H: Innocents (2018)
- Lucero: Long Way Back Home (2018)
- Kurt Vile: Another Good Year for the Roses (2023)[2]